# Karl-Johan Blank
Karl-Johan Gunnar Blank, född 5 mars 1963 i Hjo, är en svensk företagare och entreprenör. Karl-Johan Blank har varit med från starten och byggt upp Jula. Han är ägare och chef för Jula Holdingkoncernen .
Jula grundades 1979 som Jula Industri AB, ett familjeföretag med tillverkning och postorder.
1984 startades Jula Postorder AB, det som idag är Jula AB, med Karl-Johan Blank som en av delägarna. 1985 öppnade det första Julavaruhuset i Skara sedan dess har Karl-Johan Blank varit drivande i att bygga upp varuhuskedjan med över 100 varuhus i flera länder. 
Karl-Johan Blank har genom åren byggt upp Norra Europas största centrallager i sitt slag i Skara. Som ett led i att utveckla verksamheten långsiktigt beslutade Karl-Johan 2020 att bygga ut centrallagret ytterligare i Skara. Utbyggnaden blev klar att tas i drift 2021, centrallagret är cirka 177 000 kvadratmeter stort. 

## Lokalt engagemang
Karl-Johan Blank har ett stort lokalt engagemang. Han utvecklar och stöttar gärna lokala föreningar och initiativ i Skara och Skaraborg.
Han köpte 2014 egendomarna Boterstena och Stora Ek i Mariestads kommun. 2017 köpte Karl-Johan även den tidigare naturbruksskolan Sparresäter utanför Lerdala i Skövde kommun.

## Jula Holdingkoncernen
Sedan några år har Jula utvecklats till en koncern, Jula Holdingkoncernen, med verksamheter inom Retail, Fastigheter, Finans, Logistik, Energi, Miljö och Hotell   .
Karl-Johan Blank är son till Jula-grundaren Lars-Göran Blank.
Karl-Johan Blank blev ensam ägare till bolaget efter sin fars död och hamnade i arvsbråk med sina systrar.